# Tortue étoilée de Birmanie
Geochelone platynota
Pour les articles homonymes, voir Tortue à dos plat.
Espèce
Synonymes
- Testudo platynota Blyth, 1863

Statut de conservation UICN

 CR A1cd+2cd, C2a : 
En danger critique
Statut CITES
Geochelone platynota, la Tortue étoilée de Birmanie, est une espèce de tortues de la famille des Testudinidae. Elle est parfois appelée tortue à dos plat.

## Répartition
Cette espèce est endémique de Birmanie.

## Description

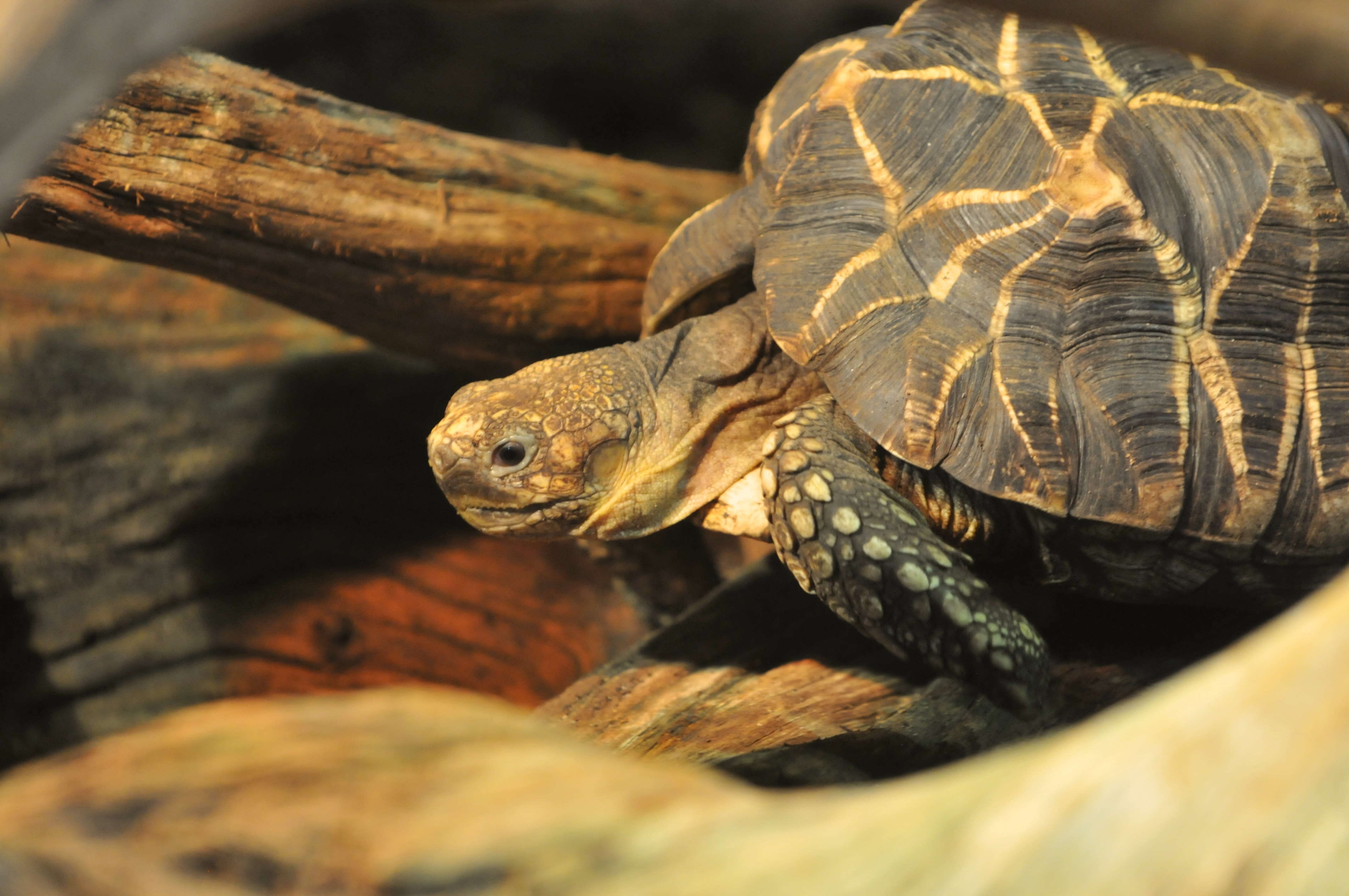
Geochelone platynota

Elle mesure 28 cm de long à l'âge adulte. Elle vit dans la forêt sèche et à feuilles caduques. Cette tortue peut facilement être distinguée de la tortue étoilée d'Inde en comparant les plastrons des deux espèces. Elle devient très rare et très difficile à trouver.
Elle est consommée par les populations locales et est, bien que cela soit interdit, toujours vendue illégalement aux chinois.
C'est une tortue terrestre en voie d'extinction. Elle est inscrite à l'annexe I du CITES, l'UICN la considère comme étant en danger.

## Publication originale
- Blyth, 1863 : A collection of sundries from different parts of Burma. Report on the collections presented by Capt. Berdmore and Mr. Theobald. Journal of the Asiatic Society of Bengal, vol. 32, p. 78–90 (texte intégral).